# Айбат (озеро)
Айбат (баш. Әйбәт) — озеро в Еткульском районе Челябинской области России. Находится на границе Челябинской и Курганской областей и на границе Белоусовского и Селезянского сельских поселений.

## Этимология
Образовано от тюркского имени Айбат, где ай — «луна», со значением «счастье», бат — имяобразующая частица.

## Описание
Находится в бессточной части бассейна р. Миасс, в 5 км восточнее оз. Аткуль. Впадает в р. Миасс. Площадь водного зеркала равняется 4 км². Чётких границ водосбора не имеет. Зарастающее. Восточнее озера в 6,3 км находится д. Покровка. Высота озера равняется 181 м. Пресное. Южнее озера находятся заболоченные места. Находится юго-западнее оз. Идгильды.

## Коды озера
- Код по Государственному водному реестру — 14010501011111200009044[8].
- Код по Гидрологической изученности — 1124000904[5].